# Sapromyza helomyzoides
Sapromyza helomyzoides är en tvåvingeart som beskrevs av Becker 1919. Sapromyza helomyzoides ingår i släktet Sapromyza och familjen lövflugor.
Artens utbredningsområde är Ecuador. Inga underarter finns listade i Catalogue of Life.